# SuperClash III
SuperClash III fu la terza edizione dell'evento di wrestling SuperClash organizzato dalla American Wrestling Association (AWA). L'evento si svolse il 13 dicembre 1988 presso l'UIC Pavilion di Chicago. Fu l'unico pay-per-view prodotto dalla AWA. Allo show presero parte anche alcuni wrestler provenienti dalle federazioni World Class Wrestling Association (WCWA; precedentemente conosciuta come World Class Championship Wrestling), Powerful Women of Wrestling (POWW) e Championship Wrestling Association (CWA).
All'evento furono disputati dodici incontri di wrestling. Lo show fu accolto negativamente, e non fu un successo dal punto di vista finanziario. Poco tempo dopo, la WCWA venne acquistata da Jerry Lawler e Jerry Jarrett per essere fusa con la CWA diventando United States Wrestling Association (USWA). SuperClash III è stato reso disponibile sulla piattaforma di streaming WWE Network a partire dal giugno 2016.

## Evento
Il match d'apertura dell'evento fu il six-man tag team match nel quale i fratelli Guerrero (Chavo Guerrero, Mando Guerrero & Héctor Guerrero) si scontrarono con Cactus Jack e Rock 'n' Roll RPMs (Mike Davis & Tommy Lane). Chavo colpì Lane con un moonsault aggiudicando la vittoria al suo team.
Eric Embry sconfisse Jeff Jarrett vincendo il titolo WCWA World Light Heavyweight Championship in un match molto combattuto che vide diversi tentativi di schienamento da entrambe le parti.
Quindi fu la volta di Jimmy Valiant contro Wayne Bloom. Bloom aggredì Valiant alle spalle ma Valiant lo mise velocemente fuori combattimento con un elbow drop e si aggiudicò il match.
Iceman King Parsons difese la cintura WCWA Texas Heavyweight Championship contro Brickhouse Brown. Brown colpì il campione con una flying bodypress e lo schienò ma, credendo di avere vinto il titolo, non si accorse che Parsons aveva un piede sulla corda. Quindi Parsons afferrò un oggetto esterno contundente e colpì Brown con esso aggiudicandosi l'incontro.
Il match seguente fu un six-person mixed tag team match che mise di fronte The Top Guns (Ricky Rice & Derrick Dukes) e Wendi Richter contro Badd Company (Paul Diamond & Pat Tanaka) e Madusa Miceli, dove erano in palio sia l'AWA World Tag Team Championship dei Badd Company, sia l'AWA World Women's Championship della Richter. Tanaka colpì inavvertitamente Madusa con un calcio, permettendo a Richter di schienarla ottenendo la vittoria. La stipulazione del match asseriva che entrambi i titoli erano in palio, ma avrebbero cambiato mano secondo chi avesse effettuato lo schienamento vincente.  Quindi, i Badd Company rimasero campioni.
Greg Gagne affrontò Ron Garvin per il vacante AWA International Television Championship. L'azione si estese all'esterno del ring fino a quando Gagne tornò sul quadrato prima del conteggio di dieci per vincere l'incontro e il titolo vacante.
Il match successivo fu la Lingerie Battle Royal vinta da Syrian Terrorist.
Poi Sgt. Slaughter affrontò Colonel DeBeers in un violento Boot Camp match. Slaughter indossò un elmetto e colpì DeBeers con una serie di testate per poi applicare la sua presa di sottomissione cobra clutch ed ottenere la vittoria. Al termine del match, The Iron Sheik e Shiek Adnan Al-Kaissey assalirono Slaughter fino a quando non intervennero i Guerreros a salvarlo.
The Samoan Swat Team (Samu & Fatu) difesero il WCWA World Tag Team Championship contro Michael Hayes & Steve Cox. Scoppiò una rissa tra Samu e Fox e vari arbitri cercarono di separare i due, permettendo a Buddy Roberts di colpire Hayes e a Fatu di schienarlo.
Più tardi, Wahoo McDaniel lottò con Manny Fernandez in un Indian Strap match. McDaniel riuscì a toccare tutti e quattro gli angoli del ring vincendo il match. Al termine Fernandez aggredì McDaniel che fu salvato da Tatsumi Fujinami.
Il penultimo incontro della serata fu il match per l'unificazione dei titoli AWA e WCWA, nel quale Jerry Lawler (campione mondiale dei pesi massimi AWA) e Kerry Von Erich (campione mondiale dei pesi massimi WCWA) si affrontarono con entrambi i titoli in palio. Il match terminò con la vittoria di Lawler per decisione arbitrale. Verso la fine dell'incontro, Von Erich applicò la sua presa di sottomissione Iron Claw su Lawler ma l'arbitro interruppe il match a causa dell'eccessivo sanguinamento da parte di Von Erich, dando la vittoria a Lawler.
Il main event di SuperClash III fu il tag team match dove The Rock 'n' Roll Express (Ricky Morton & Robert Gibson) affrontarono Robert Fuller & Jimmy Golden. Entrambe le coppie furono squalificate quando, verso la fine del match, dopo un tentativo di schienamento di Golden, Fuller interferì e tra i due team scoppiò una rissa senza regole sul ring che proseguì nonostante gli avvertimenti dell'arbitro.

### Risultati
| N. | Risultati | Stipulazioni                                                                              | Durata |
| -- | --- | ----------------------------------------------------------------------------------------- | ------ |
| 1  | Chavo Guerrero, Mando Guerrero & Héctor Guerrero sconfissero Cactus Jack & The Rock 'n' Roll RPMs (Mike Davis & Tommy Lane)                              | Six-man tag team match                                                                    | 06:35  |
| 2  | Eric Embry sconfisse Jeff Jarrett (c) | Single match per il WCWA World Light Heavyweight Championship                             | 04:13  |
| 3  | Jimmy Valiant sconfisse Wayne Bloom | Single match                                                                              | 00:24  |
| 4  | Iceman King Parsons (c) sconfisse Brickhouse Brown | Single match per il WCWA Texas Heavyweight Championship                                   | 05:41  |
| 5  | Wendi Richter & The Top Guns (Ricky Rice & Derrick Dukes) sconfissero Badd Company (Paul Diamond & Pat Tanaka) e Madusa Miceli (con Diamond Dallas Page) | Mixed tag team match per AWA World Women's Championship e AWA World Tag Team Championship | 05:43  |
| 6  | Greg Gagne sconfisse Ron Garvin per conteggio fuori del ring                                                                                             | Single match per il vacante AWA International Television Championship                     | 05:52  |
| 7  | The Syrian Terrorist sconfigge Bambi, Peggy Lee Leather, Laurie Lynn, Brandi Mae, Malibu, Nina, Pocohantas e Luna Vachon                                 | Street Fight Lingerie Battle Royal                                                        | 08:36  |
| 8  | Sgt. Slaughter sconfisse Colonel DeBeers (con Diamond Dallas Page)                                                                                       | Boot Camp match                                                                           | 11:16  |
| 9  | The Samoan Swat Team (Samu & Fatu) (con Buddy Roberts) (c) sconfissero Michael Hayes & Steve Cox                                                         | Tag team match per il WCWA World Tag Team Championship                                    | 07:53  |
| 10 | Wahoo McDaniel sconfisse Manny Fernandez | Indian Strap match                                                                        | 07:48  |
| 11 | Jerry Lawler (AWA) sconfisse Kerry Von Erich (WCWA) per decisione arbitrale                                                                              | Match di unificazione dei titoli AWA e WCWA World Heavyweight                             | 18:53  |
| 12 | The Rock 'n' Roll Express (Ricky Morton & Robert Gibson) vs. Stud Stable (Robert Fuller & Jimmy Golden) (con Miss Sylvia) terminò in doppia squalifica   | Tag team match                                                                            | 07:03  |

## Accoglienza
SuperClash III non fu ben accolto dalla critica di settore e non si rivelò un successo finanziario, Verne Gagne non pagò i compensi pattuiti ai talenti ospiti, a causa degli scarsi introiti. Molti esperti del settore considerarono l'evento come l'inizio della rovina dell'AWA poiché, da lì in avanti le persone si rifiutarono di lavorare per Gagne a causa dei suoi mancati pagamenti ai lottatori. La critica più notevole arrivò dal campione mondiale dei pesi massimi AWA Jerry Lawler, che non venne pagato per la sua partecipazione all'evento e Gagne alla fine lo privò del titolo.